# Springdale (Utah)
Springdale è una città degli Stati Uniti d'America, situata nello Stato dello Utah, nella Contea di Washington.